# Remora
A Remora a sugarasúszójú halak (Actinopterygii) osztályának sügéralakúak (Perciformes) rendjébe, ezen belül az Echeneidae családjába tartozó nem.

## Rendszerezésük
A nembe az alábbi 5 faj tartozik:
- Remora albescens (Temminck & Schlegel, 1850)
- Remora australis (Bennett, 1840)
- Remora brachyptera (Lowe, 1839)
- Remora osteochir (Cuvier, 1829)
- Remora remora (Linnaeus, 1758) - típusfaj